# Acacia mikanii
Acacia mikanii é uma espécie de leguminosa do gênero Acacia, pertencente à família Fabaceae.